# 赫德道

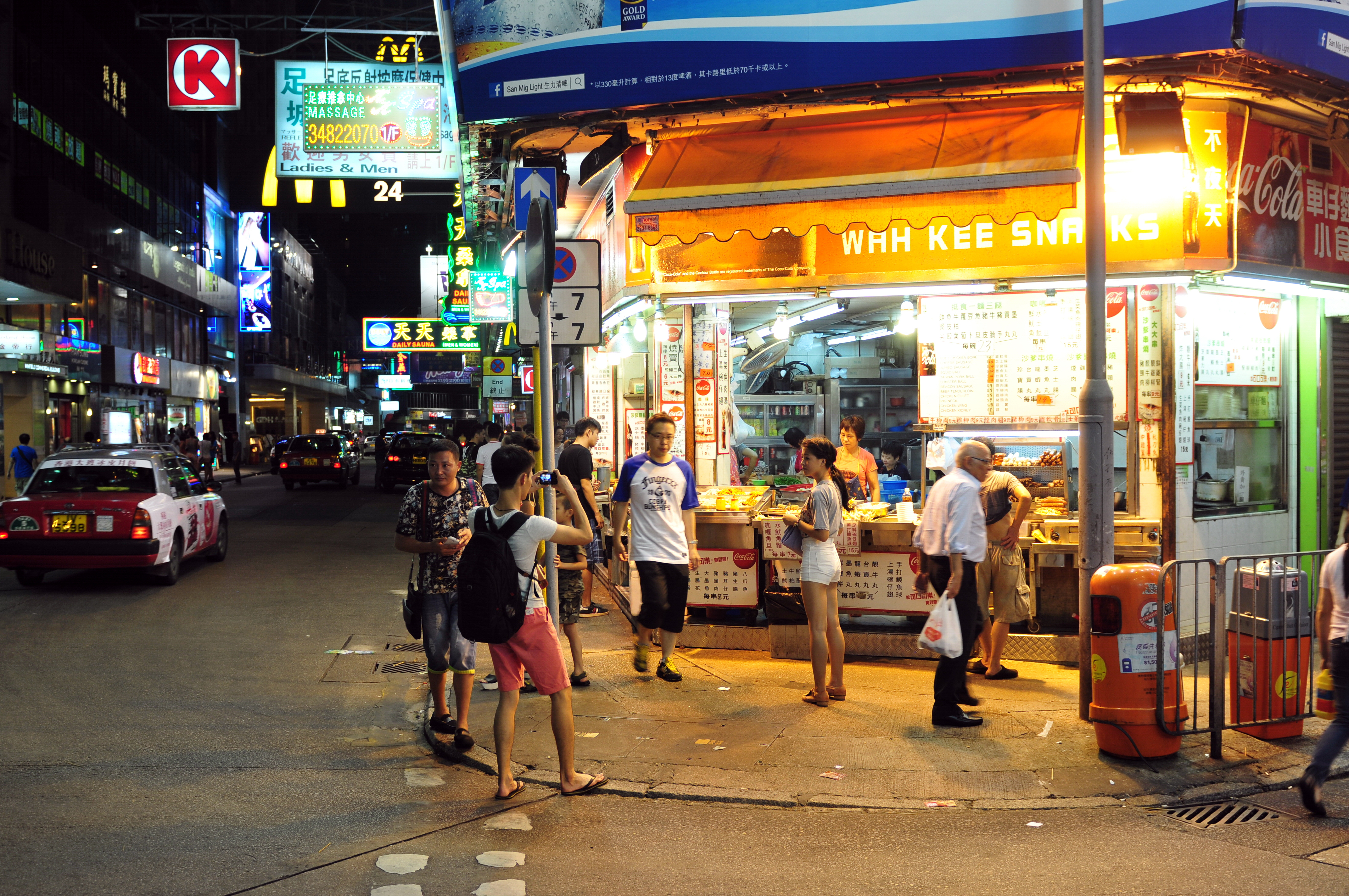
晚上的赫德道（2013年）

赫德道（英語：Hart Avenue）是香港的一條道路，位於九龍尖沙咀，彌敦道與漆咸道南之間。特色是道路走線呈Y形，東北起漆咸道南，南接麼地道，西北至加拿分道。

## 歷史
赫德道於1887年建成，稱為東林蔭路（East Avenue）。1909年3月，政府在重整九龍街道名稱時，改名為西南道（Sainam Avenue），但兩個月後再改以當時任中國海關總稅務司的英國人羅伯特·赫德（Robert Hart）命名。